# Карлос Каседа
Карлос Каседа (ісп. Carlos Cáceda; нар. 27 вересня 1991, Ліма) — перуанський футболіст, воротар клубу «Мельгар» та національної збірної Перу.

## Клубна кар'єра
Народився 27 вересня 1991 року в місті Ліма. Вихованець футбольної школи клубу «Альянса Атлетіко». Дебютував у чемпіонаті Перу, вийшовши на заміну у матчі 14 туру проти клубу «Коронель Болоньєсі», це виявився єдиний вихід на поле в складі цієї команди.
У січні 2011 року перехйшов в «Універсітаріо де Депортес». Перший сезон майже весь просидів на лавці запасних. Ігрову практику отримував за молодіжний склад клубу, з яким у 2011 році виграв молодіжний Кубок Лібертадорес у фіналі обігравши «Бока Хуніорс». Пізніше дебютував за основу «Універсітаріо», зберігши ворота в матчі проти «Аякучо». Відтоді встиг відіграти за команду з Ліми 101 матч в національному чемпіонаті, вигравши в 2013 році національний чемпіонат.
На початку 2018 року був підписаний мексиканським клубом «Веракрус», який відразу здав гравця у «Депортіво Мунісіпаль».

## Виступи за збірні
Залучався до складу молодіжної збірної Перу, з якою 2011 року брав участь у молодіжному чемпіонаті Південної Америки, де його збірна не вийшла з групи. Всього на молодіжному рівні зіграв у 4 офіційних матчах, пропустив 1 гол.
28 травня 2016 року дебютував в офіційних матчах у складі національної збірної Перу в товариському матчі проти збірної Сальвадору (3:1), а вже наступного року зі збірною поїхав на Кубок Америки 2016 року у США, де перуанська команда вийшла в чвертьфінал, втім Каседа на поле не виходив.
Згодом у складі збірної був учасником чемпіонату світу 2018 року у Росії.
Наразі провів у формі головної команди країни 6 матчів.

## Титули і досягнення

### Клубні
- «Універсітаріо де Депортес»

Чемпіон Перу (1): 2013

### Збірні
- Срібний призер Кубка Америки: 2019

| Дата      | Місто     | Господарі | Результат | Гості    | Турнір            | Голи | Примітки |
| --------- | --------- | --------- | --------- | -------- | ----------------- | ---- | -------- |
| 30-5-2016 | Вашингтон | Сальвадор | 1 – 3     | Перу     | товариський матч  | -    | 69'      |
| 14-6-2017 | Ліма      | Перу      | 2 – 1     | Ямайка   | товариський матч  | -    | 60'      |
| 1-9-2017  | Ліма      | Перу      | 2 – 1     | Болівія  | Відбір до ЧС 2018 | -1   |          |
| 5-9-2017  | Кіто      | Еквадор   | 1 – 2     | Перу     | Відбір до ЧС 2018 | -1   | 88'      |
| 24-3-2018 | Маямі     | Перу      | 2 – 0     | Хорватія | товариський матч  | -    |          |
| 28-3-2018 | Лейпциг   | Перу      | 3 – 1     | Ісландія | товариський матч  | -1   |          |
| Усього    |           | Матчів    | 6         |          | Голів             | -3   |          |